# مدی پرایر
مدی پرایر (انگلیسی: Maddy Prior؛ زادهٔ ۱۴ اوت ۱۹۴۷) یک موسیقی‌دان اهل بریتانیا است. وی از سال ۱۹۶۷ میلادی تاکنون مشغول فعالیت بوده‌است.